# Лендак
Лендак (словац. Lendak) — село и одноимённая община в районе Кежмарок Прешовского края Словакии. В письменных источниках начинает упоминаться с 1288 года.

## География
Село расположено в западной части края, у подножия Высоких Татр, в северо-западной части Попрадской котловины, при автодороге 3077. Абсолютная высота — 734 метра над уровнем моря. Площадь муниципалитета составляет 19,66 км².

## Население
| Год:                | 1994 | 2004     | 2014     | 2024    |
| ------------------- | ---- | -------- | -------- | ------- |
| Количество человек: | 4018 | 4628     | 5153     | 5634    |
| Разница:            |      | +15,18 % | +11,34 % | +9,33 % |

По данным последней официальной переписи 2011 года, численность населения Лендака составляла 5033 человека.
Национальный состав населения (по данным переписи населения 2011 года):
| Национальность | Численность, человек |
| -------------- | -------------------- |
| словаки        | 4816                 |
| поляки         | 5                    |
| чехи           | 4                    |
| хорваты        | 1                    |
| другие         | 1                    |
| не указана     | 162                  |